# Sven Pettersson (fotograf)
För andra betydelser, se Sven Pettersson.
Sven Arvid Pettersson född 10 juni 1887 i Borås, död 5 januari 1956 i Stockholm, var en svensk fotograf och manusförfattare.
Han var gift från 1927 med Elsa Margaretha Pettersson (1895–1972).

## Filmmanus
- 1916 – I minnenas band

## Filmfoto
- 1913 – Ringvall på äventyr
- 1915 – I kronans kläder
- 1915 – Rosen på Tistelön
- 1916 – Högsta vinsten
- 1916 – I minnenas band
- 1917 – För hem och härd
- 1917 – Löjtnant Galenpanna
- 1918 – Nobelpristagaren
- 1919 – Hemsöborna